# Allosaurus
Allosaurus ((græsk): allos og sauros - anderledes øgle) var en af juratidens største kødædende dinosaurer, og levede for 156-145 millioner år siden.
Den var 7-9 meter lang og vejede 1-2 ton.
Allosaurus er fundet mange steder i USA samt i Afrika og Portugal. Den blev navngivet i 1877.
Der findes en film med Allosaurus som er I dinosaurernes verden special: Store Al på eventyr